# Alferes major del Regne d'Aragó
Alferes major d'una ciutat o una vila era aquell que en duia la senyera o pendó de la tropa o milícia pertanyent a ella.
L'alferes major era aquell que alçava el pendó reial a les aclamacions dels reis i tenia veu i vot als cabilds dels ajuntaments amb seient preeminent i el privilegi d'entrar en ells amb espasa. Era reputada la dignitat d'alferes com un dels oficis majors de la corona, dins dels quals el primer i més honorat és el d'alferes, diu el rei en Alfons X de Castella a les seves Las Siete Partidas.